# للنيدن (ويلز)
للنيدن (بالإنجليزية: Llanidan)‏ هي منطقة سكنية تقع في المملكة المتحدة في للنيدن.